# Тайчжун
Тайчжун (кит.: 臺中) — місто в центрі західного Тайваню, третє місто на острові за чисельністю населення після Тайбея і Гаосюна, один з п'яти регіональних міст Тайваню. Назва міста означає «Центральний Тайвань». У 2010 році місто було об'єднано з повітом Тайчжун.